# Stadio Principe Chichibu
Lo stadio Principe Chichibu (秩父宮ラグビー場?, Chichibunomiya Ragubī-jō), anche noto internazionalmente come Prince Chichibu Memorial Stadium o Chichibunomiya Rugby Stadium, è un impianto giapponese di rugby a 15 che si trova a Tokyo nel quartiere speciale di Minato.
Costruito nel 1947 come Tokyo Rugby Stadium, deve il suo nome a Yasuhito, principe Chichibu (1902-1953), fratello minore dell'imperatore Hirohito e propugnatore della diffusione dello sport in Giappone.
Oltre a ospitare la Nazionale giapponese di rugby, lo stadio è stato designato come uno degli impianti interni della franchise dei Sunwolves, ammessa dal 2016 a prendere parte al Super Rugby, il campionato interconfederale organizzato dal SANZAAR.

## Storia
L'impianto fu costruito nell'area circostante il santuario Meiji sulle rovine del demolito edificio che ospitava le studentesse della scuola Gakushūin.
A causa del fatto che le fondamenta della precedente struttura non furono rimosse, venendo sepolte dal nuovo stadio, l'impianto ebbe problemi di corretto drenaggio delle acque.

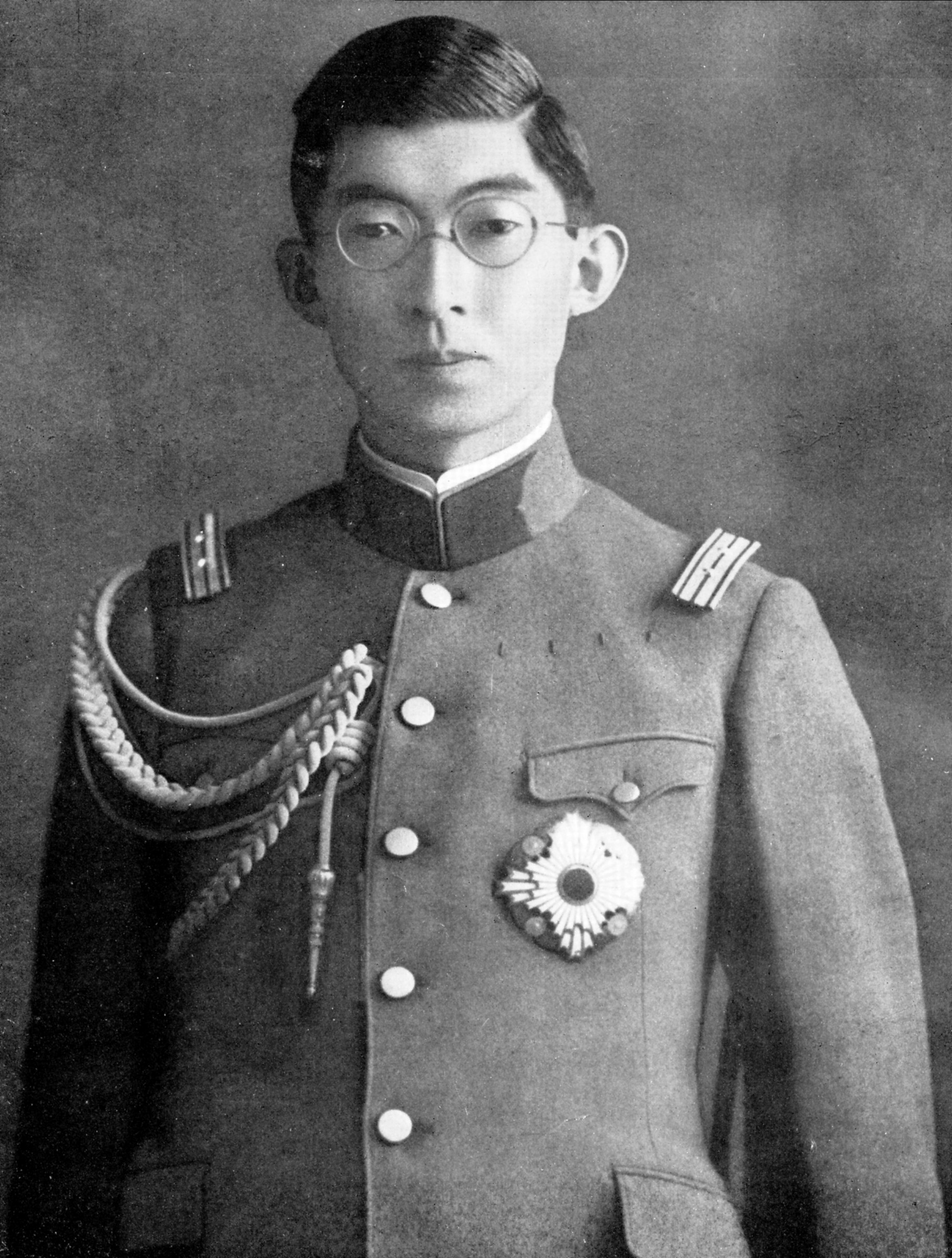
Yasuhito, principe Chichibu, cui lo stadio è intitolato

La progettazione dello stadio fu in carico all'ufficio dipartimentale di Kantō (competente per territorio) del ministero giapponese dei lavori pubblici e i lavori furono eseguiti dall'impresa di ingegneria e costruzioni Hazama-Gumi di Tokyo.
Dopo la sua morte nel 1953 fu deciso di intitolare lo stadio, fin dall'origine destinato al rugby, a Yasuhito, principe Chichibu, fratello minore dell'imperatore Hirohito: Chichibu, infatti, nel corso della sua attività diplomatica all'estero, si fece promotore dell'introduzione in Giappone di diverse discipline sportive, tra cui il rugby; una statua raffigurante il principe in tenuta sportiva fu eretta nel piazzale antistante lo stadio.
Nel 1964 fu uno degli impianti che ospitò il torneo calcistico della XVIII Olimpiade che si tenne a Tokyo.
Durante la competizione ospitò alcune partite della fase a gironi, un quarto di finale e una delle due semifinali.
Oltre alle partite della Nazionale, ospita altri eventi rugbistici quali gli incontri di Top League, di Championship e in un'occasione anche il campionato mondiale giovanile, nel 2009.
La capacità dello stadio è di 24 871 spettatori, e la superficie dell'edificio copre poco più di 14000 m², mentre l'area dove esso sorge, in totale, è di più di 35000 m².
Nel 2007 lo stadio fu dotato di impianto d'illuminazione, che fu inaugurato in occasione di un'esibizione notturna di un XV del Giappone contro gli Asian Barbarians; nel 2011 fu annunciato che il Chichibu avrebbe ospitato dalla stagione successiva una delle tappe del Seven Series.
Benché non esista una squadra permanentemente usufruttuaria del terreno — lo stadio appartiene al Comitato Sportivo giapponese — in quanto la stessa Nazionale spesso ha usato lo stadio Olimpico di Tokyo e anche il Nagai a Osaka, esso è l'impianto interno della formazione di Top League del Urayasu D-Rocks (NTT) e, dal 2016, anche dei Sunwolves, neoistituita franchise professionistica ammessa a partecipare al Super Rugby dopo la sua estensione a 18 squadre.